# Dawsonia lativaginata
Dawsonia lativaginata là một loài rêu trong họ Polytrichaceae. Loài này được Wijk mô tả khoa học đầu tiên năm 1957.